# Aureopteryx
Aureopteryx és un gènere d'arnes de la família Crambidae.

## Taxonomia
- Aureopteryx argentistriata
- Aureopteryx calistoalis (Walker, 1859)
- Aureopteryx glorialis (Schaus, 1920)
- Aureopteryx infuscatalis
- Aureopteryx olufsoni Solis & Adamski, 1998